# Tactical frivolity
Tactical frivolity ist eine Form öffentlichen Protestes, die bewusst spielerische, komische und ungewöhnliche bis spleenige Verhaltensweisen einsetzt.
Die Protestform findet sich häufig bei Demonstrationen der LGBT-Bewegung. Wegen der Farben der dabei verwendeten Kostüme (Männer gehen zum Beispiel in rosa Röckchen, andere in geschlechtsneutralen silbernen Overalls) und zum Ausdruck der dahinter stehenden Haltung wird für diese Gruppen im Unterschied zu den Schwarzen Blocks der Autonomen oft der Ausdruck Pink & Silver verwendet. Der erste Pink & Silver-Block wurde bei der Globalisierungskritik-Demonstration anlässlich der Sitzung von Weltbank und Internationalem Währungsfonds am 26. September 2000 in Prag, Tschechien eingesetzt. Dabei marschierten allerdings Pink & Silver-Gruppen gemischt mit Schwarzen Blocks. Überhaupt ist die Bereitschaft, mit anderen Gruppen gemeinsam zu marschieren, groß.
Die Verkleidungen der Gruppen sind oft Clowns-, siehe dazu Clandestine Insurgent Rebel Clown Army, oder Feenkostüme. Das Verhaltensspektrum bei dieser Art Proteste umfasst Tanz, insbesondere Samba und „radical Cheerleading“.
Insgesamt wird eine Festatmosphäre angestrebt, die es schwer machen soll, der Gruppe aggressiv zu begegnen.